# Raid sur la caravane Nejd
Le raid de la caravane 'Nejd se déroula à Thaniya, dans l’année 3 A.H du calendrier islamique  i.e novembre 624. 
Les Mecquois dirigées par Safwan ibn Umayyah, qui vivait de commerce, partirent en été pour la Syrie pour la saison des affaires commerciales. Après que Mahomet ait reçu des informations concernant l’itinéraire de la caravane, Mahomet ordonna à Zayd ibn Harithah d’aller s’emparer de la caravane, et ils parvinrent avec succès à s’en emparer et capturèrent du butin d’une valeur de 100,000 Dirham,.